# Roberto Luis Nanziot
Roberto Luis Nanziot (fl. 1976), militar argentino, integrante de la Fuerza Aérea, que alcanzó el rango de comodoro, con el cual pasó al retiro.
El presidente (de facto) Jorge Rafael Videla lo designó gobernador de la Provincia de La Rioja el 14 de abril de 1976 (Decreto N.º 97, publicado el día 22). Ejerció éste cargo hasta renunciar en 1977; su renuncia fue aceptada por el PEN el 6 de abril de 1977 (Decreto N.º 937, publicado el día 13).